# Ini (faraó)

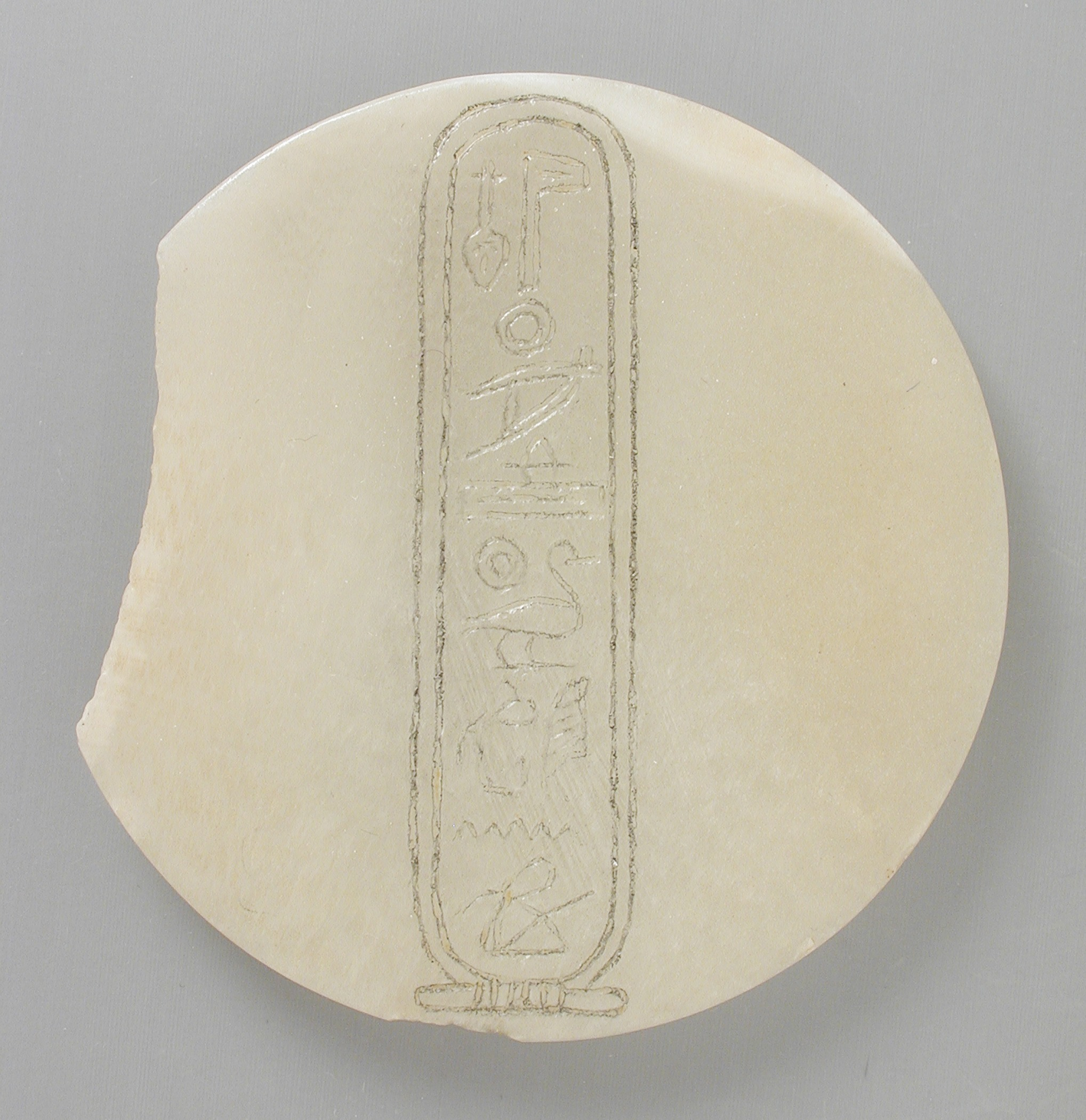
Cartutx amb el nom del faraó.

Ini o Ani fou un faraó de la dinastia XIII d'Egipte com a successor (i possible fill) de Merneferre Ay.
El seu nom nestu biti fou Merhotepre. El seu nom Sa Ra fou Ini.
El Papir de Torí diu que va regnar dos anys 3 o 4 mesos i 9 dies.